# Іслам в Албанії

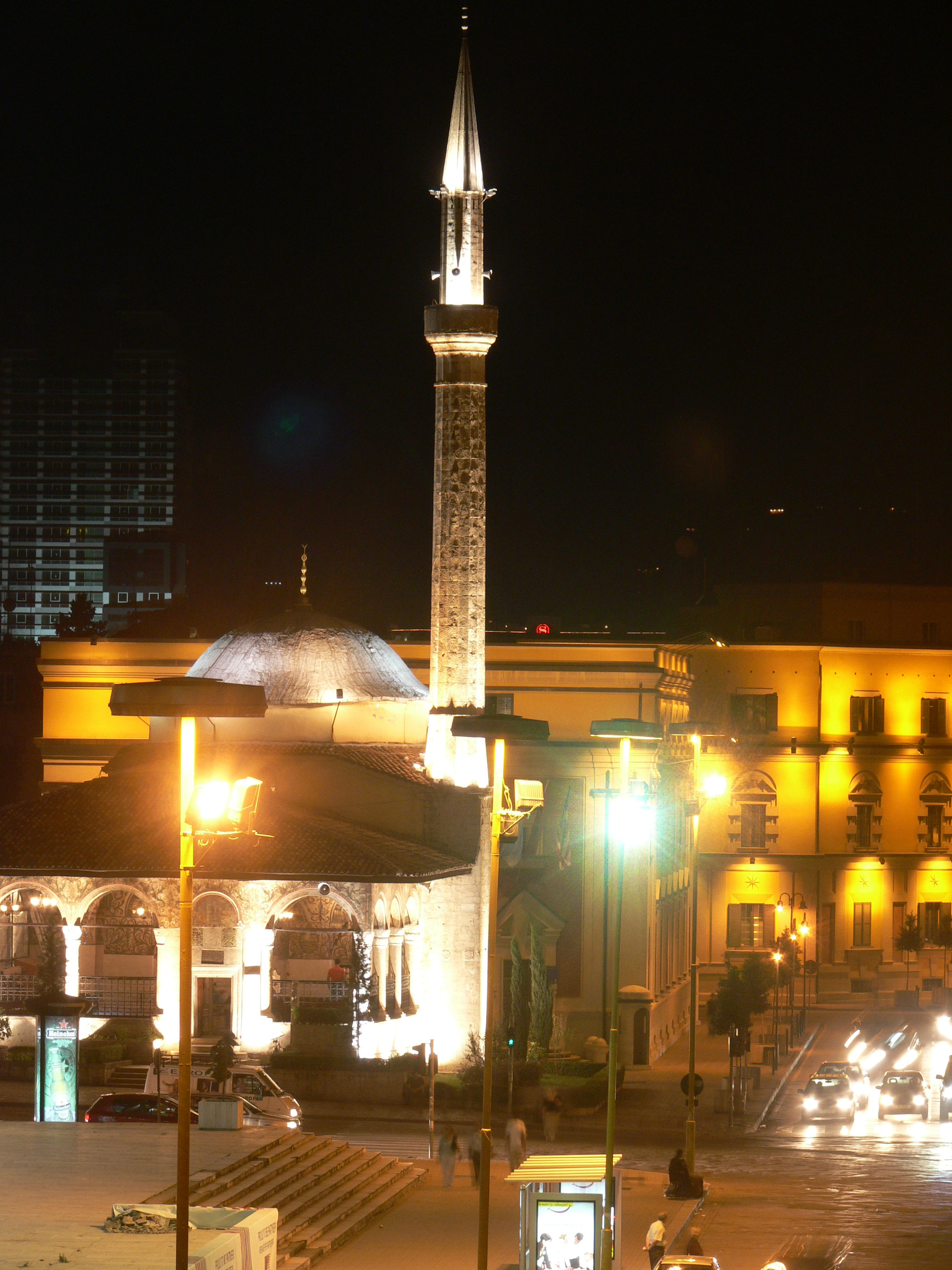
Мечеть Етем Бея у Тирані

За даними перепису населення у 2011, 58.78% населення Албанії є послідовниками ісламу. Науково-дослідний центр Pew Resarch говорить про 80.3% послідовників ісламу в Албанії, Gallup говорить про 43% мусульман. Іслам є релігією, що має найбільшу кількість послідовників в Албанії. Більшість албанських мусульман — суніти, але також існує значна група бекташів. Домінування ісламу є результатом тривалої експансії Османської імперії. До турецького завоювання, більшість албанського населення було християнами (католицької або православної церкви). Донині, 16.99% населення назвали себе представниками різних християнських конфесій. В Італії є албанський етнос арбереші, які є католиками.
Після здобуття незалежності вплив ісламу в країні швидко слабшав. Було скасовано багатоженство, а намаз став читатись албанською мовою, стоячи і без поклонів. Іслам, як і інші релігії, були під забороною комуністичного уряду до 1991 року, який оголосив Албанію атеїстичною державою.
Периферійність Албанії, а також постійні навали різномовних, різнорелігійних народів знайшли своє відображення у своєрідному сприйнятті релігії албанцями, в тому числі албанцями-мусульманами. Мусульмани Сходу знаходили деякі звичаї албанців-мусульман просто абсурдними. Православні, католицькі, мусульманські і навіть стародавні іллірійські культи часто дотримувалися в одній і тій же сім'ї, члени якої при цьому носили одночасно і християнські, і мусульманські імена. Тому, на відміну від південнослов'янських народів, ворожнечі на релігійному ґрунті у албанців ніколи не спостерігалося. У результаті змішування різних релігій в Албанії виник напрямок бекташі, що став ядром ідеї боротьби за незалежність Албанії. Так чи інакше, але етнічні албанці завжди ставили національно-мовну приналежність вище релігійної.